# WASP-1
WASP-1 – gwiazda pojedyncza typu widmowego F położona w gwiazdozbiorze Andromedy ok. 1240 lat świetlnych od Ziemi. Jej wielkość gwiazdowa wynosi w przybliżeniu 12 magnitudo. Posiada jedną znaną planetę WASP-1 b.

## System planetarny
W 2006 roku odkryto krążącą wokół WASP-1 planetę WASP-1 b. Odkrycia dokonano metodą tranzytu w ramach projektu SuperWASP.